# United States Army Coast Artillery Corps
United States Army Coast Artillery Corps var mellan åren 1901 till 1950 ett truppslag i USA:s armé.

## Organisation
Det amerikanska artilleriet delades 1907 i fältartilleri och kustartilleri. Kustartillerikåren bestod då av 107 kompanier. 1924 infördes en regementsorganisation i kustartilleriet. Det fanns 16 fasta kustartilleriregementen och flera rörliga kustartilleri- och luftvärnsregementen. Kustartilleriet fanns även inom nationalgardet och reserven. 1943 blev bataljonen den organisatoriska grundenheten. De flesta kustartilleriförband lades ned 1944-1946 och truppslaget avskaffades officiellt 1950.

## Minläggningsväsendet
Till kustartilleriet hörde minläggningsväsendet, Army Mine Planter Service, vilket var en organisation för utläggning av minspärrar, med egna minutläggningsfartyg.

## Bilder

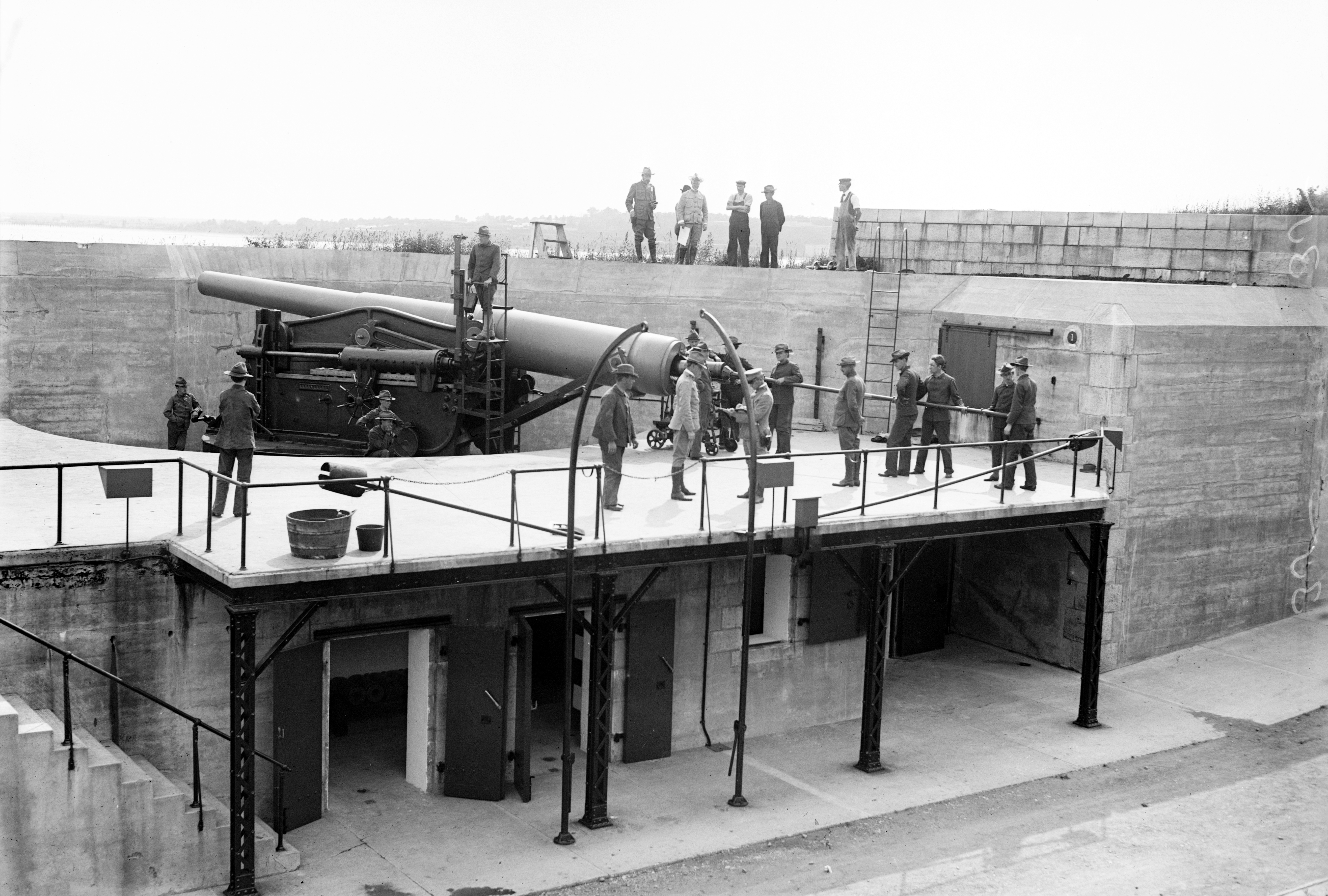
Fort Hamilton i Brooklyn, New York 1908.
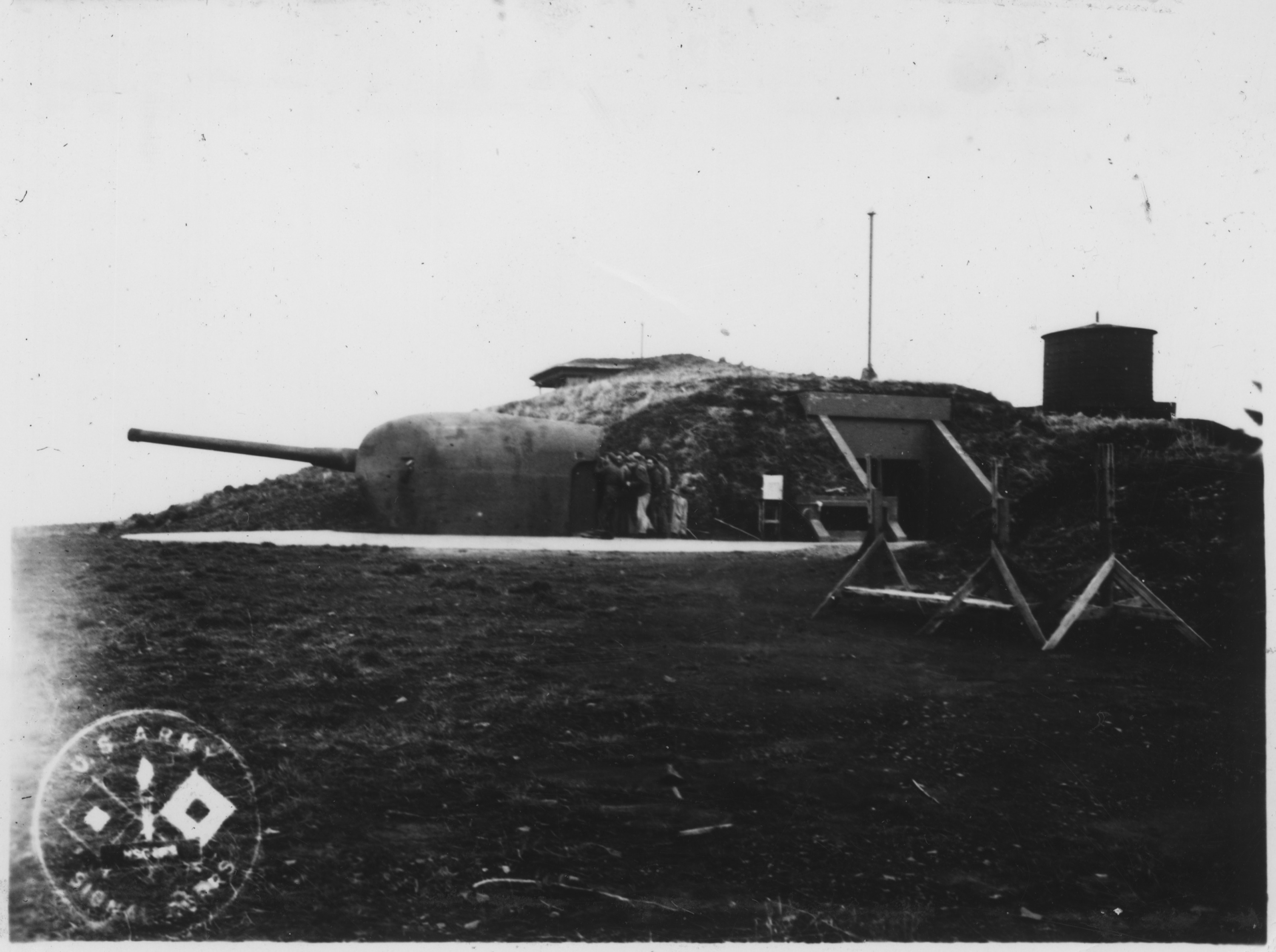
Ett kustartilleribatteri vid Fort Stevens, Oregon, ca 1945.
Anläggning av ett kustartilleribatteri vid Fort Columbia, Washington.
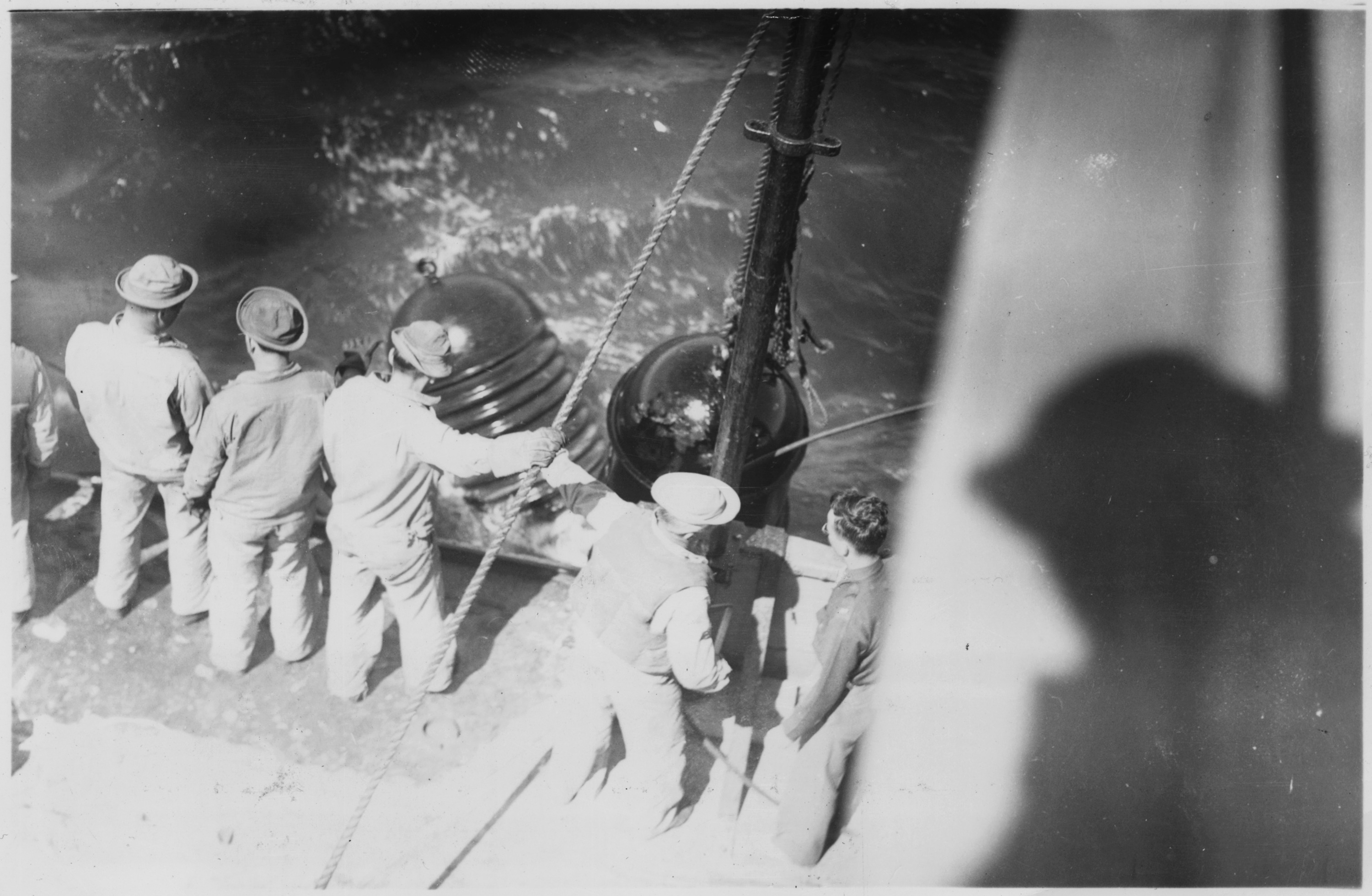
Minläggning, ca 1943.
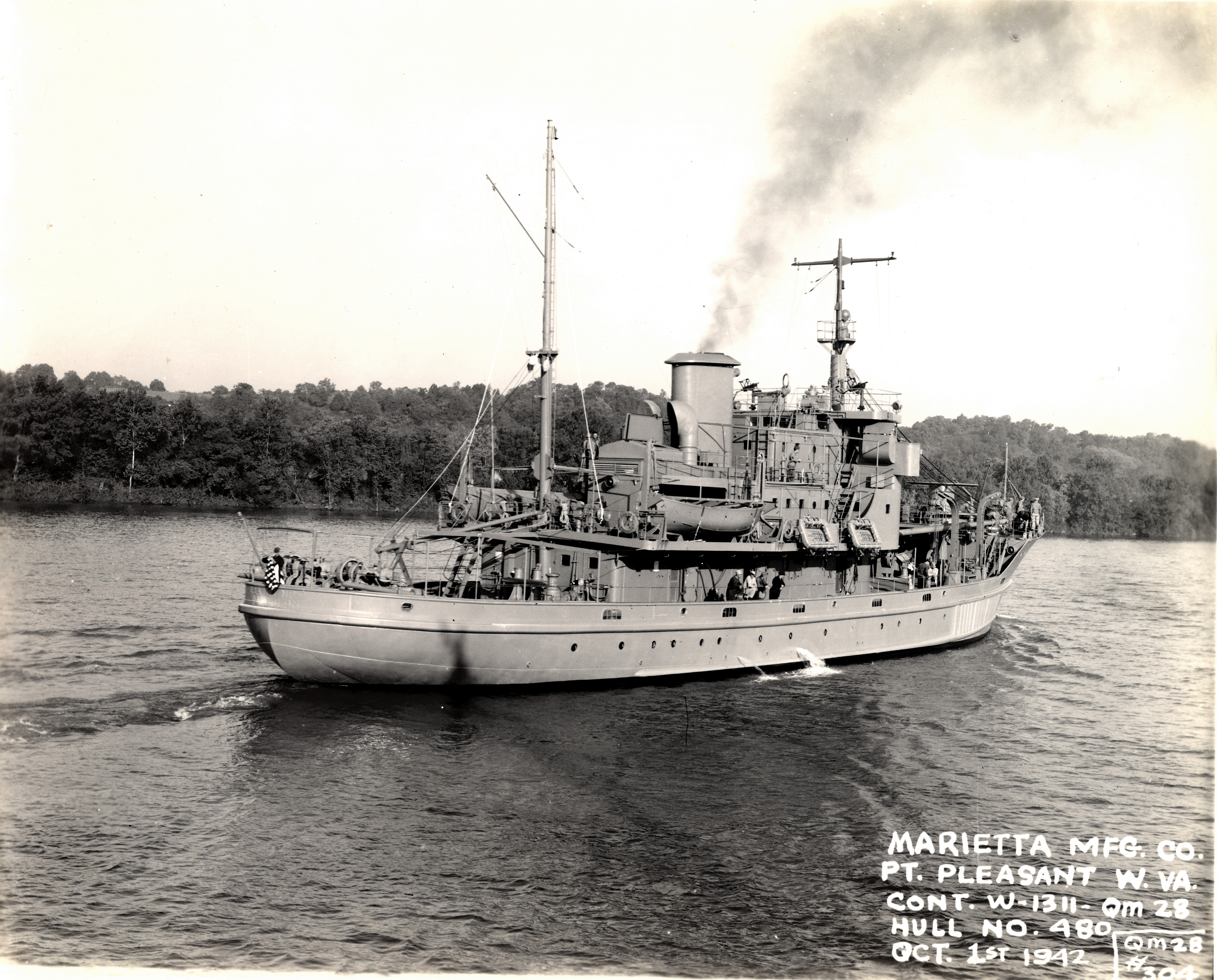
Minutläggningsfartyget USAMP Major General Wallace F. Randolph 1942.
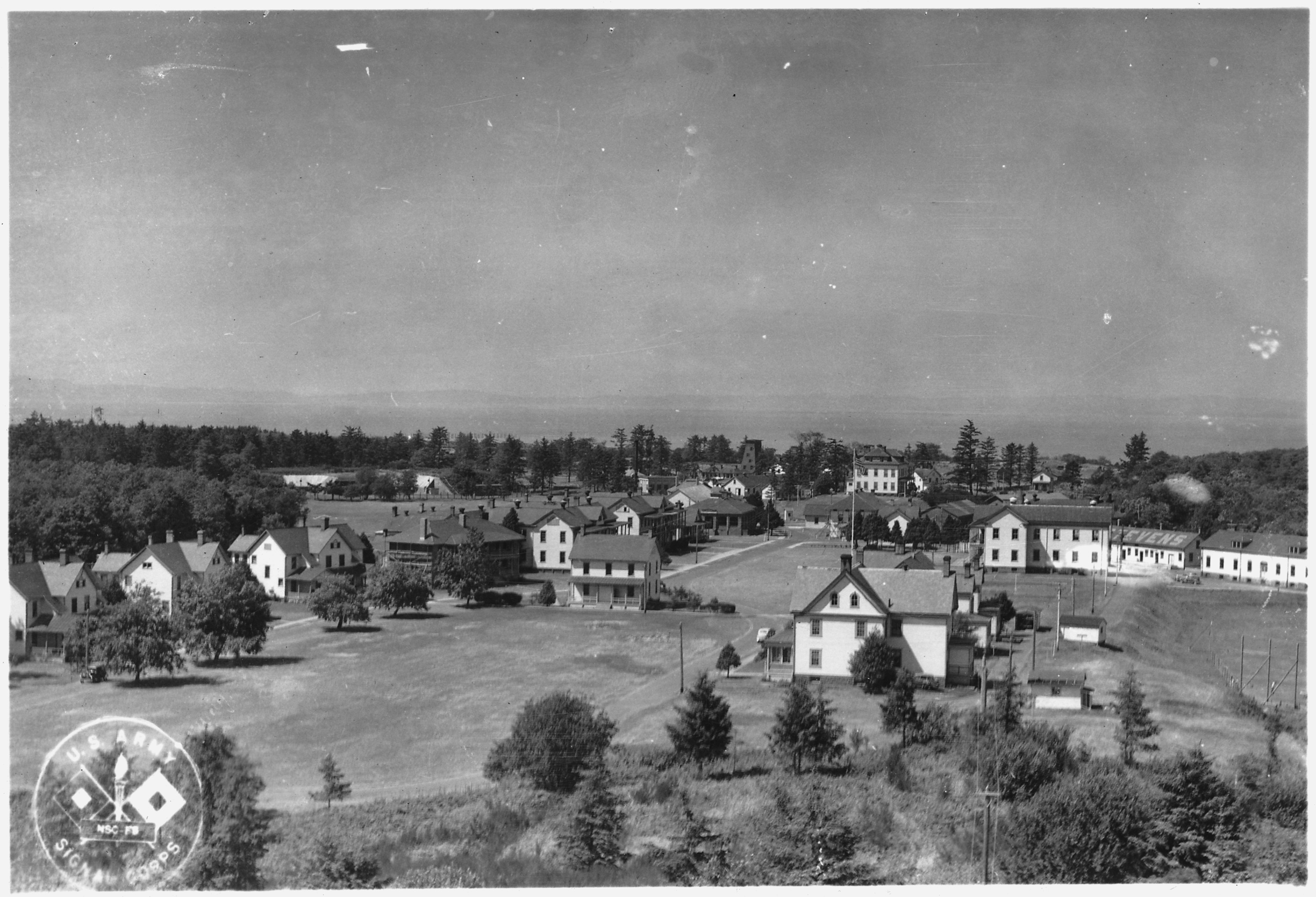
Kasernområdet vid Fort Stevens, ca 1943.